# رومارن ۲۰۵۷
سیارک ۲۰۵۷ (به انگلیسی: 2057 Rosemary، نامگذاری:1934RQ) دو هزار و پنجاه و هفتمین سیارک کشف شده‌است که در ۷ سپتامبر ۱۹۳۴ و در هایدلبرگ کشف شد.
قدر مطلق سیارک برابر ۱۱٫۹۰ است.